# Valles del Tuy
Los Valles del Tuy es considerada una de las cinco subregiones del estado Miranda, perteneciente a la región capital de Venezuela y al área urbana conocida como la Gran Caracas, aunque no es una organización ni agrupación administrativa oficial. Ubicada al centro norte del país, el nombre "del Tuy" hace referencia a que se trata de un área en torno al río Tuy uno de los más importantes de ese estado y del país. Es un valle entre la Cordillera de la Costa (al norte) y la Serranía del Interior (al Sur). 
Los Valles del Tuy está compuesta por seis ciudades mirandinas: Ocumare del Tuy, Cúa, Charallave, Santa Teresa del Tuy, Santa Lucía del Tuy y San Francisco de Yare. Muchas personas consideran a Tácata como parte del Tuy, a pesar de que este pertenece a municipio Guaicaipuro.
Se consideran a las distintas poblaciones de los Valles del Tuy como "ciudades dormitorio" de Caracas, de igual forma que Guarenas, Guatire, Altos Mirandinos y el estado La Guaira. Las ciudades tuyeras están conectadas a esta por el Ferrocarril Ezequiel Zamora o Ferrocarril de Caracas- Valles del Tuy inaugurado en 2006 y que hace parte del Sistema Ferroviario Nacional de Venezuela, también están conectadas por vía aéra por el Aeropuerto de Caracas-Óscar Machado Zuloaga, la  Autopista Francisco Miranda y la Autopista Regional del Centro.
Los Valles del Tuy cuenta con una población de 546.981 habitantes según el censo del 2014, con la suma total de los cinco municipios que componen a la región: Paz Castillo (111.197  hab), Independencia (138.776 hab) Urdaneta (135.432 hab), Lander (144.947 hab), Cristóbal Rojas (117.888 hab) y Simón Bolívar (42.597 hab). Por último, los Valles del Tuy cuentan con 1.698Km², por lo que cuenta con una densidad de población de 322,892 hab/km².

## Entidades conformantes

### Municipio Paz Castillo
El municipio Paz Castillo se ubica al centro-norte del estado miranda y al norte de la subregión de los Valles del Tuy es uno de los seis municipios que constituyen la subregión de los Valles del Tuy y uno de los veintiún municipios que integran el Estado Bolivariano de Miranda de Venezuela. Se encuentra a las llanuras del río Guaire, última ciudad donde el mismo pasa, pues desemboca a unos cuantos kilómetros en el río Tuy en Santa Teresa. Posee una superficie de 408 km², lo que lo sitúa como el segundo municipio más grande de Los Valles del Tuy después del Municipio Lander con 478 km² y el séptimo municipio más grande por superficie del Estado Miranda, siendo el Municipio Acevedo el más grande del Estado Miranda.
Su capital es la ciudad de Santa Lucía del Tuy, además de su única parroquia. Por su cercanía a Caracas y la gran cantidad de industrias presentes en el municipio, Paz Castillo ha sufrido un crecimiento demográfico desmesurado en los últimos años, y se estima que entre 1990 y 2007 la población ha aumentado de 47.500 habitantes a más de 130.000. Se puede organizar en seis zonas:
- Soapire Alto
- Soapire Bajo
- Casco del Pueblo
- El Nogal
- La Lagunita
- Siquire
- Santa Rita.

### Municipio Independencia
El Municipio Independencia está localizado también al centro-norte de Venezuela y centro-este de Miranda, se encuentra al sur de Paz Castillo, su capital es la ciudad de Santa Teresa, contiene en su totalidad dos parroquias, El Cartanal y Santa Teresa del Tuy. La zona sur del municipio está protegida por el parque nacional Guatopo, creado por disposición del ejecutivo nacional mediante el Decreto nº 122 del 28 de marzo de 1958, Gaceta Oficial No 25.624 del 31 de marzo del 1958, por la Junta de Gobierno presidida por el Contralmirante Wolfgang Larrazábal, con una extensión inicial de aproximadamente 92.640 hectáreas. El parque nacional Guatopo ocupa más del 50 % de la superficie del municipio Independencia, específicamente en la parte correspondiente a la parroquia Santa Teresa del Tuy.
En este municipio es justamente donde el río Guaire desemboca en el río Tuy, específicamente al oeste de la población de Santa Teresa.

### Municipio Cristóbal Rojas
El municipio Cristobal Rojas se encuentra al noroeste del los Valles del Tuy, su capital, Charallave, es el centro industrial, agrícola y económico más desarrollado hasta ahora de la subregión además de ser la base de la economía del mismo. Cuenta con dos parroquias, Charallave y Las Brisas. El municipio debe su nombre al pintor Cristóbal Rojas, pintor venezolano, quien junto a Arturo Michelena, Martín Tovar y Tovar y Antonio Herrera Toro dominó la práctica píctórica a finales del siglo XIX en Venezuela. Entre sus principales centros poblados destacan:
- Brisas del Tuy
- Caiza
- Mirador de Caiza
- La Ceiba
- Pitahaya
- Tierra Blanca
- Los Anaucos.

Cristobal Rojas se encuentra muy cercano con Caracas lo cual hace que se encuentren importantes infraestructuras de transporte como el Aeropuerto de Caracas (Oscar Machado Zuloaga) y el Sistema Ferroviario Ezequiel Zamora. 

### Municipio Simón Bolívar
El municipio Simón Bolívar, ubicado en el centro de los Valles del Tuy, conecta prácticamente a todos los municipios del Tuy, e divide en dos parroquias San Antonio de Yare y San Francisco de Yare, está siendo su capital, la localidad de San Francisco de Yare, posee una extensión de 131 km². El municipio logró separarse en 1989 del entonces Distrito Lander hoy Municipio Lander. Es atravesado por el centro en dirección sur-norte por el contaminado río Tuy, el área se caracteriza por una planicie con elevaciones que no superan los 250 m s. n. m., además se encuentran dos importantes reservas de agua potable, el Embalse Lagartijo y el Embalse Quebrada Seca los cuales surten de agua a gran parte de los Valles del Tuy.
En este municipio está ubicado el centro penitenciario llamado "Cárcel de Yare".

### Municipio Lander
El Municipio Lander está ubicado al extremo sur de los Valles del Tuy. Posee una superficie de 478 km² y según el INE su población para 2016 es de 144.947 habitantes. Su capital es la ciudad de Ocumare del Tuy. El municipio debe su nombre al político y periodista colaborador de Simón Bolívar, Tomás Lander. Presenta una planicie formada por el principal curso de agua de la región, el río Tuy, al sur y al este se encuentran regiones montañosas dominadas por la Serranía del Interior, parte de la cual se encuentra protegida por el Parque nacional Guatopo. A 5,5 km al suroeste de Ocumare del Tuy se encuentra el Embalse Ocumarito que se encarga de surtir agua potable para Caracas y los Valles del Tuy.
Entre las principales poblaciones se encuentran: 
- Santa Bárbara
- La Democracia
- Colonia Mendoza
- Sucuta
- Las Yaguán
- Agua Amarilla
- Los Cajones
- Boca de Onza
- Barrialito
- Lagartijo
- El Limón
- Río de Piedra
- Los Plátanos
- Quiripital.

### Municipio Urdaneta
El Municipio Urdaneta se encuentra al suroeste de los Valles del Tuy. Posee una superficie de 273 km², su capital es la ciudad de Cúa. El nombre del Municipio fue puesto en honor al General Rafael Urdaneta (1788-1845), uno de los militares más activos de la Guerra de Independencia. Las principales vías de comunicación son la carretera Charallave- Cúa que comunica esta ciudad con el resto de los Valles del Tuy, además de la conexión con la autopista regional del centro, la carretera de los llanos que se dirigen a los llanos centrales (Guarico), la carretera Vía ocumare y la carretera hacia Tácata, quien no pertenece a los Valles del Tuy sino al municipio Guaicaipuro. La estación terminal del ferrocarril de los Valles del Tuy se encuentra en este municipio. 
Posee dos parroquias: Cúa y Nueva Cúa, esta última hace límite con el municipio San Casimiro del Estado Aragua. El municipio Alberga la casa natal del general Ezequiel Zamora y es cuna de nacimiento del famoso pintor Cristóbal Rojas.

### Población, Superficie y Densidad en Total
A continuación se muestra una tabla donde se comparan la población, superficie y densidad de los seis municipios que conforman Los Valles del Tuy:
| Municipios      | Capital              | Población    | Superficie | Densidad       |
| --------------- | -------------------- | ------------ | ---------- | -------------- |
| Paz Castillo    | Santa Lucía del Tuy  | 111.197 hab. | 402 km²    | 276,6 hab/km²  |
| Independencia   | Santa Teresa del Tuy | 138.776      | 284 km²    | 488,64 hab/km² |
| Cristóbal Rojas | Charallave           | 117.888 hab. | 120 km²    | 982,4 hab/km²  |
| Lander          | Ocumare del Tuy      | 144.947      | 478 km²    | 303,23 hab/km² |
| Urdaneta        | Cúa                  | 135.432      | 278 km²    | 487,16 hab/km² |
| Simón Bolívar   | Yare                 | 42.597       | 131 km²    | 325,16 hab/km² |

## Geografía
Los Valles del Tuy forman una depresión entre las dos formaciones orográficas, a partir de las cuales comienzan a abrirse la llanura barloventeña que separa las Serranías del Litoral y del Interior, por su extremo Este.
Presenta una precipitación anual de 1300 y 1500 mm, con una temperatura entre 30 °C y 18 °C.

## Galería

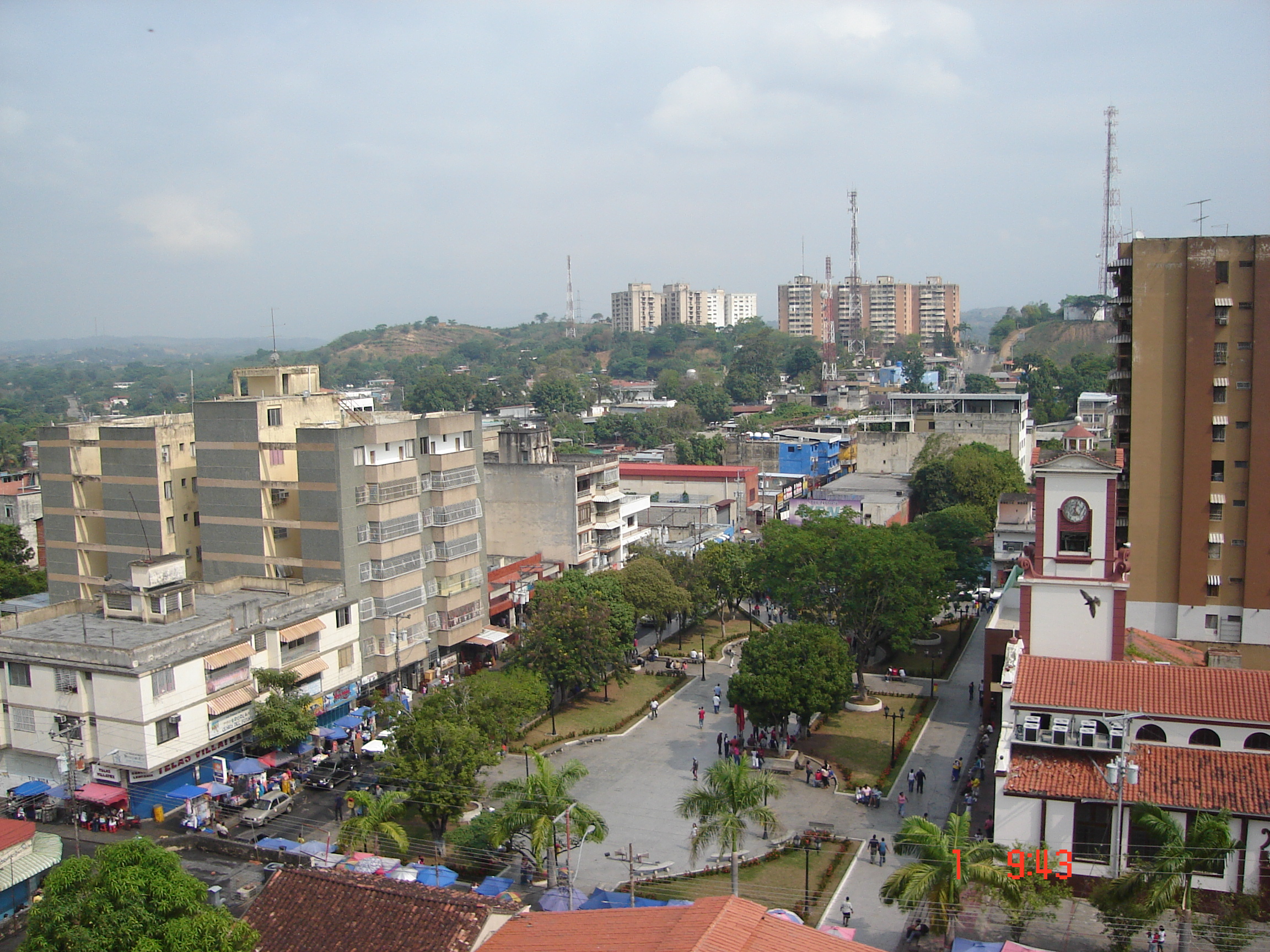
Vista del casco central de la ciudad de Santa Teresa del Tuy
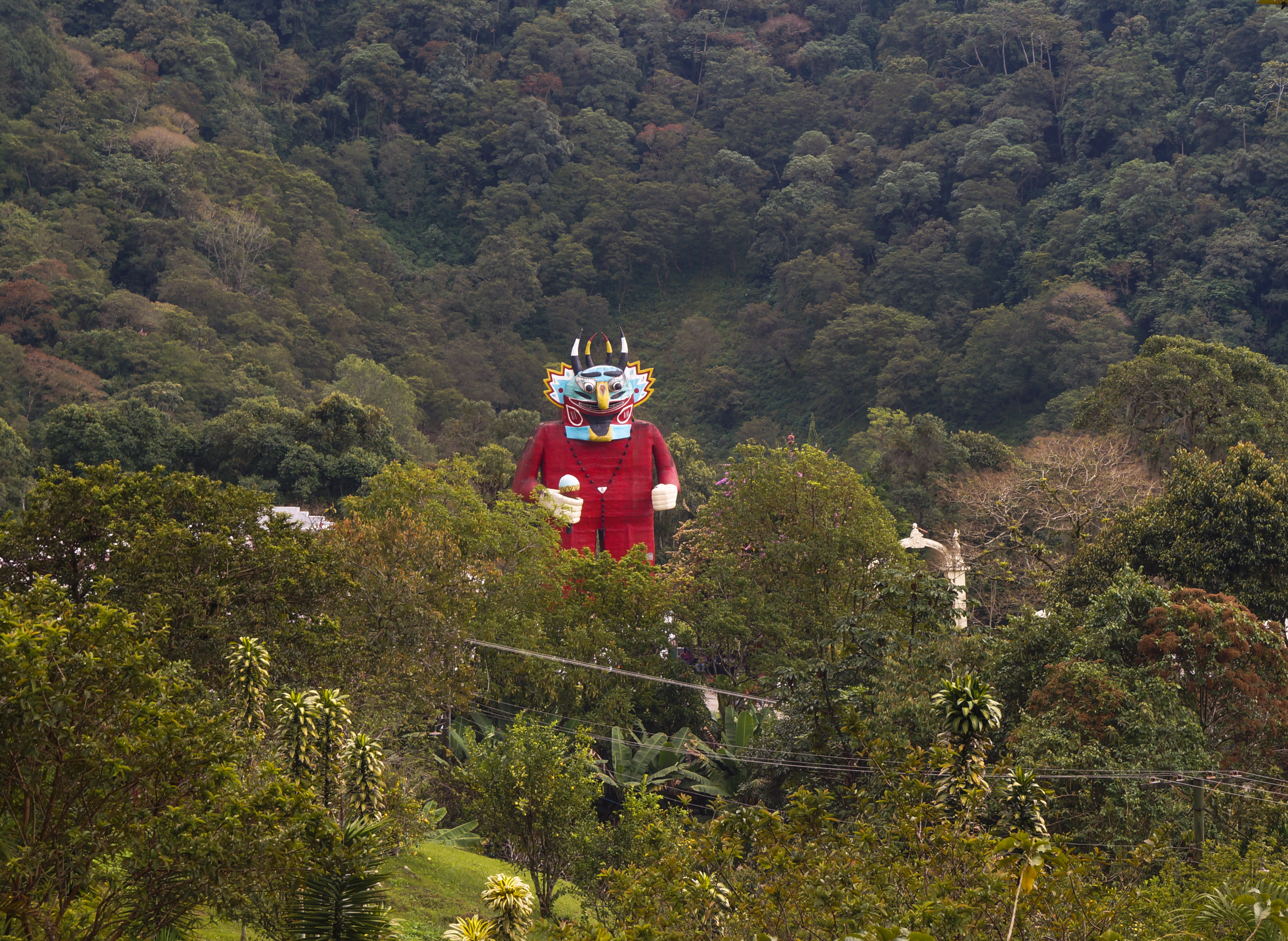
Monumento de los Diablos danzantes de Yare a las afueras de San Francisco de Yare
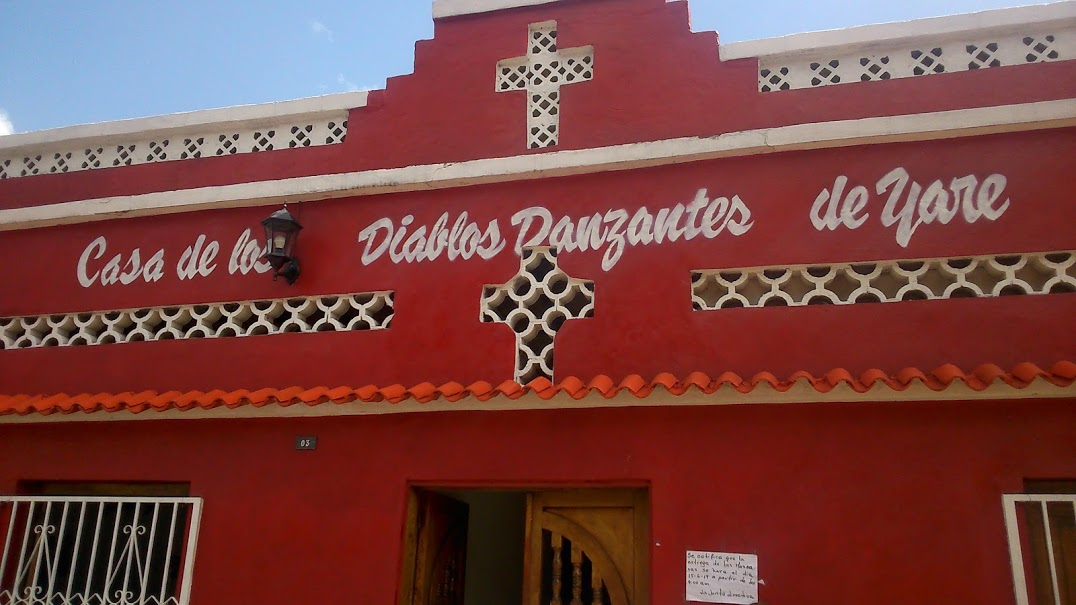
Fachada de la casa de los Diablos Danzantes de Yare
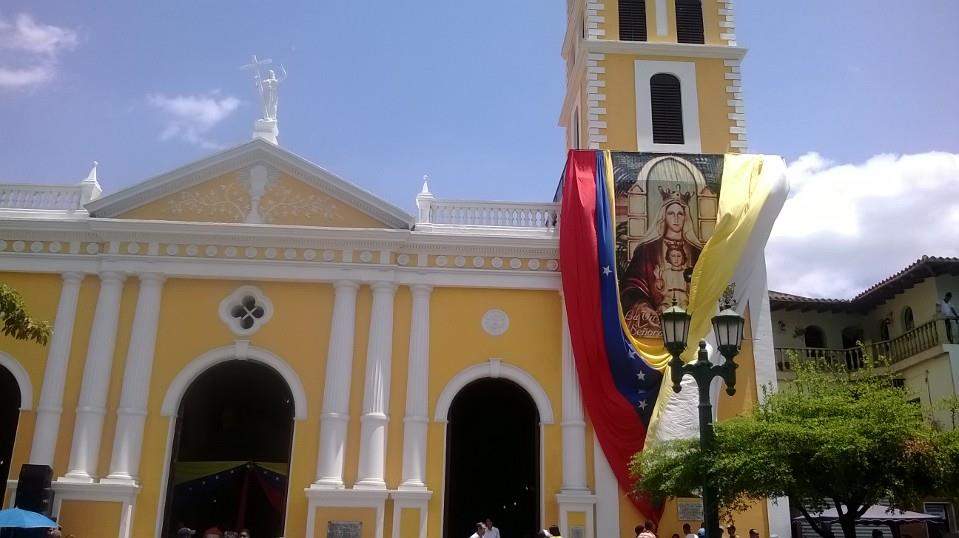
Iglesia en plaza central en Ocumare del Tuy
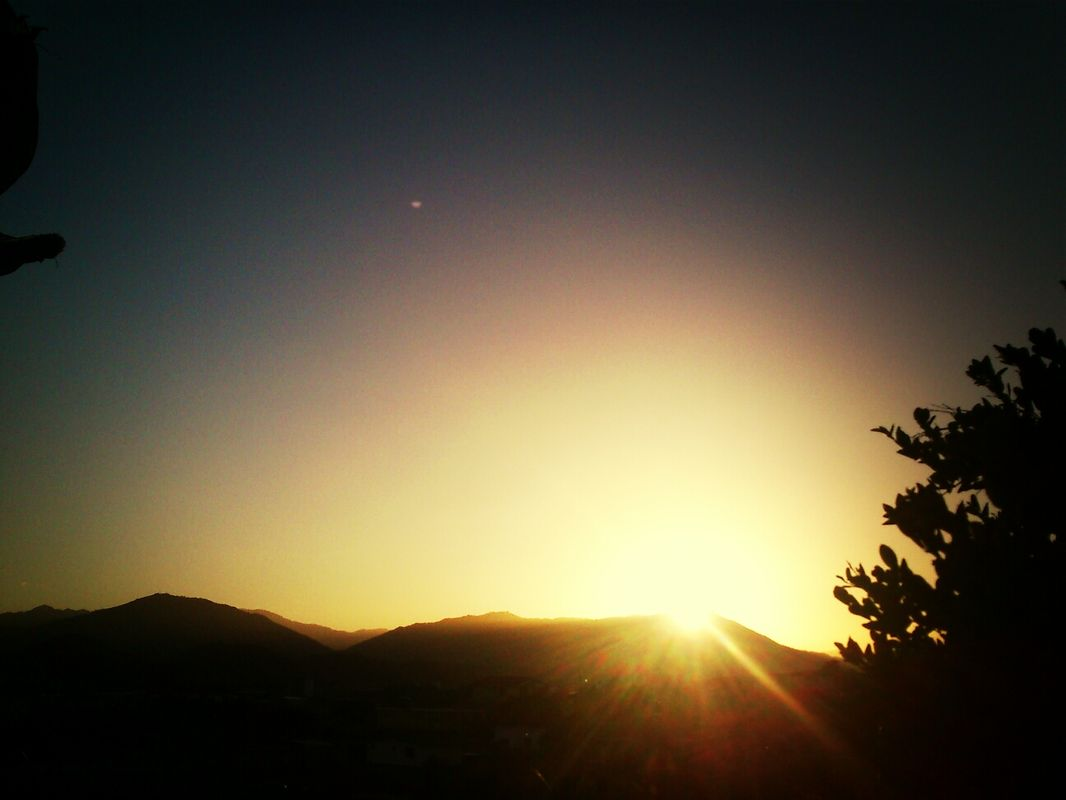
Fotografía de un atardecer en algún lugar de Los Valles del Tuy
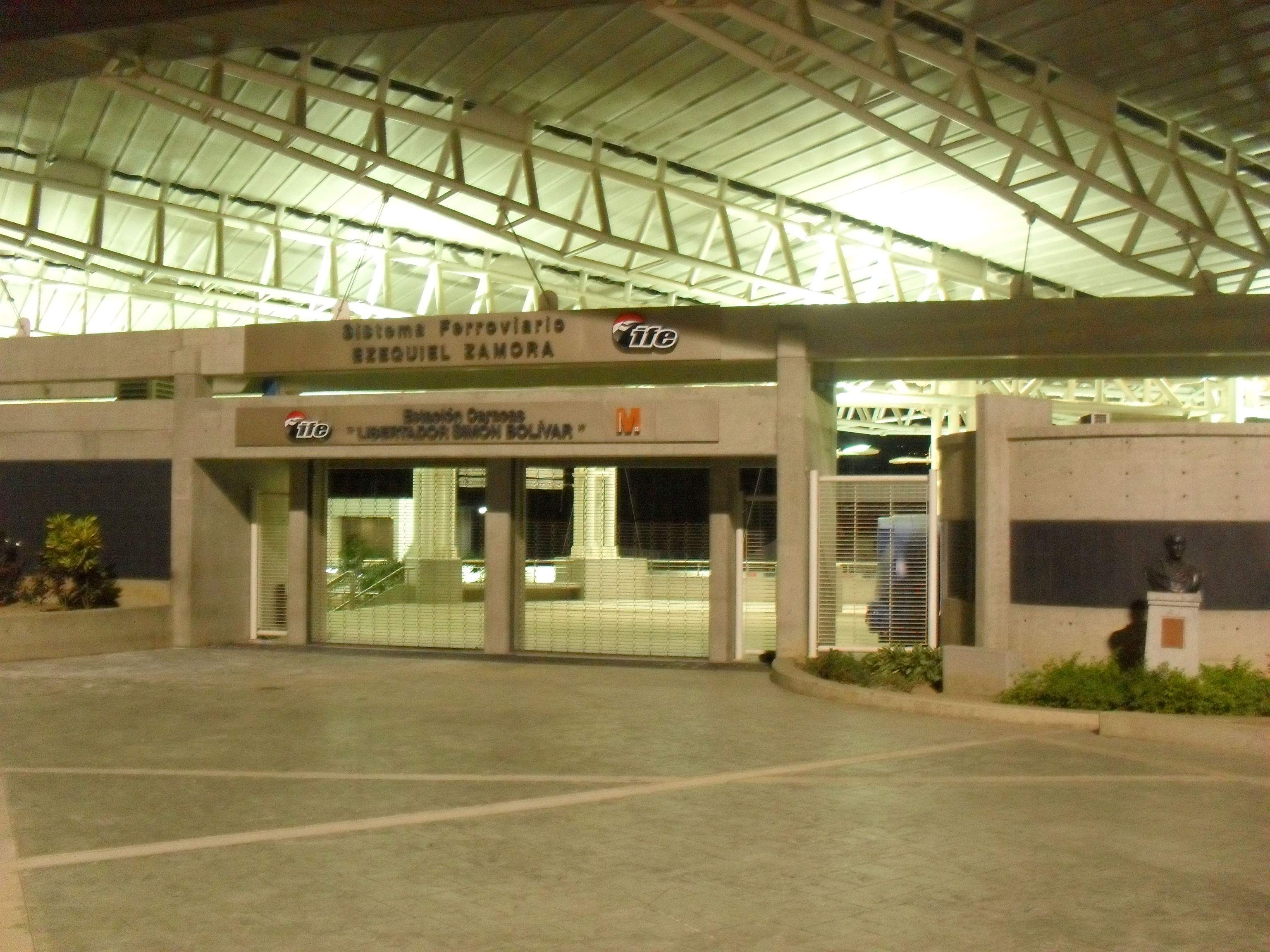
Sistema Ferroviario Ezequiel Zamora